# Ballingurteen
Ballingurteen är en ort i republiken Irland.   Den ligger i grevskapet County Cork och provinsen Munster, i den södra delen av landet, 270 km sydväst om huvudstaden Dublin. Ballingurteen ligger 79 meter över havet och antalet invånare är 545.
Terrängen runt Ballingurteen är platt. Runt Ballingurteen är det ganska glesbefolkat, med 34 invånare per kvadratkilometer. Trakten runt Ballingurteen består i huvudsak av gräsmarker.